# Paederia lanata
Paederia lanata är en måreväxtart som beskrevs av Christian Puff. Paederia lanata ingår i släktet Paederia och familjen måreväxter. Inga underarter finns listade i Catalogue of Life.